# Atherix unicolor
Atherix unicolor är en tvåvingeart som först beskrevs av Curtis 1824.  Atherix unicolor ingår i släktet Atherix och familjen snäppflugor.
Artens utbredningsområde är Storbritannien. Inga underarter finns listade i Catalogue of Life.